# Germaine Lubin

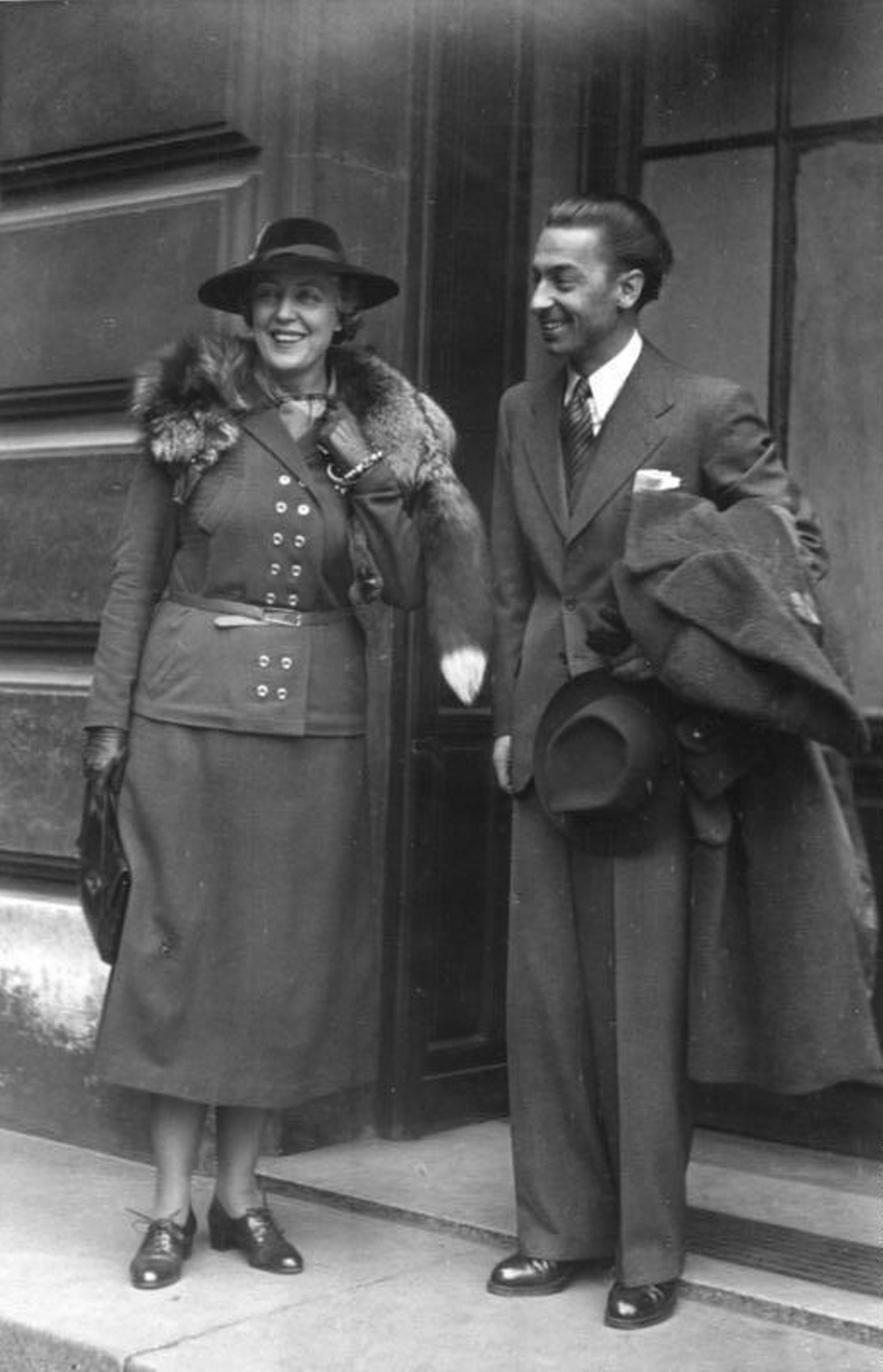
Germaine Lubin und Herbert von Karajan, 1941

Germaine Lubin (* 1. Februar 1890 in Paris; † 17. Oktober 1979 ebenda) war eine französische Opernsängerin (Sopran). Sie wurde vor allem wegen ihrer Interpretationen der Werke Richard Wagners bekannt. In der Zeit der deutschen Besatzung Frankreichs galt sie wegen ihrer politischen Einstellung als „cantatrice nazie“.

## Leben
Germaine Lubin wurde als Tochter einer Pariserin und Samuel Lubins, Apotheker und Künstler mit Wurzeln in Guyana, in Paris geboren. Sie besuchte das Collège Sévigné, um Ärztin zu werden. Den Hauptteil ihrer frühen Kindheit verbrachte sie jedoch in Cayenne in Französisch-Guyana. Ihr Vater lehrte sie bereits im Alter von sechs Jahren, Klavier zu spielen. Mit 18 Jahren besuchte sie das Pariser Konservatorium, dessen Direktor Gabriel Fauré ein Bewunderer ihrer Kunst war, daher sorgte er persönlich für die Ausbildung ihrer Stimme.
1912 debütierte sie in Hoffmanns Erzählungen an der Opéra-Comique in Paris, gefördert durch Albert Carré. 1931 war sie als Donna Anna in Don Giovanni bei den Salzburger Festspielen zu sehen. Sie wurde in den folgenden beiden Jahrzehnten zur meist bewunderten Sopranistin der 1940 wieder eröffneten Pariser Oper mit zahlreichen Gastauftritten an den führenden Opernhäusern der Welt. Dabei machte sie sich insbesondere als Wagner-Interpretin, auch persönlich befreundet mit der Familie Wagner, einen Namen, z. B. 1941 bei einem Gastspiel von Herbert von Karajan im besetzten Paris in der Oper Tristan und Isolde (Foto).
Wegen ihrer generellen Deutschfreundlichkeit, der Zusammenarbeit mit den Besatzern, unter anderem im Vichy-Propagandasender Radio-Paris, und Kontakten zu Nazigrößen wurde sie 1944 – nach der Befreiung von Paris  – als Kollaborateurin verhaftet. Hitler hatte sich persönlich für sie begeistert. Ihr wurde auch vorgeworfen, durch Denunziation ihren Gärtner und dessen Frau, die mit der Résistance sympathisiert hatten, an die Gestapo ausgeliefert zu haben.
Lubin war zwei Mal im Rathaus des 7. Arrondissement inhaftiert. Die Opéra de Paris hatte im Zuge der Entfernung von politisch belasteten Personen aus ihren Funktionen und der Strafverfolgung von Kollaborateuren durch die Commission d’Épuration ein eigenes Comité d’Épuration ernannt. Dieses erhob den Vorwurf, Lubin habe sich von einem deutschen Offizier aushalten lassen, der ihr ein Schloss in der Touraine geschenkt habe. Dies und die sogenannte Horizontale Kollaboration, ein damit formulierter weiterer Vorwurf, konnte ihr nicht nachgewiesen werden.
Lubin selbst bestritt stets diese Vorwürfe vehement. 1946 wurde die Haft aufgehoben und einige Anklagepunkte fallengelassen, nachdem mehrere Zeugen bestätigten, dass Lubin ihnen während der Kriegszeit geholfen hatte. Sie erhielt trotzdem lebenslanges Auftrittsverbot aufgrund des ihr zugeteilten entehrenden Rechtsstatus Indignité nationale (das später nur 5 Jahre andauern sollte), ihr Vermögen wurde konfisziert und sie musste das Land verlassen. 
Bis 1950 lebte sie in Italien, kehrte dann nach Paris zurück, trat wieder auf, aber wirkte hauptsächlich als Rezitatorin. Ihr letztes Konzert gab sie 1952. Nach dem Suizid ihres Sohnes 1953 trat sie nicht mehr öffentlich auf und gab Gesangsunterricht. Sie starb 1979 in Paris 89-jährig.
Ihre Stimme wurde als kraftvoll und glanzvoll bezeichnet, ihr Auftreten war bestimmend, dominant und manchmal hochmütig. Sie sagte in einem Interview, sie strebe Bühnenpräsenz durch das eigene Auftreten, nicht durch die Kraft der Rolle, an.

## Diskografie
Obwohl sie in den 1920er und 1930er Jahren eine der führenden französischen Sopranistinnen war, existieren nur wenige Aufnahmen. In den Jahren 1929 und 1930 wurden einige Auszüge ihres Repertoires auf Tonträgern veröffentlicht: Arien der Opern Tosca, Der Freischütz und Sigurd und aus Opern von Wagner. Außerdem erschienen Lieder von Franz Schubert, Robert Schumann und Gabriel Fauré und im Jahr 1944 zwei Lieder Jacques Leguerneys, sowie Werke von Felice Blangini im Duett mit dem damals noch jungen Gérard Souzay.